# Plymouth (automóviles)
Plymouth fue una marca de la industria automotriz de Estados Unidos como subsidiaria o división de Chrysler, que existió hasta 2001.

## Historia

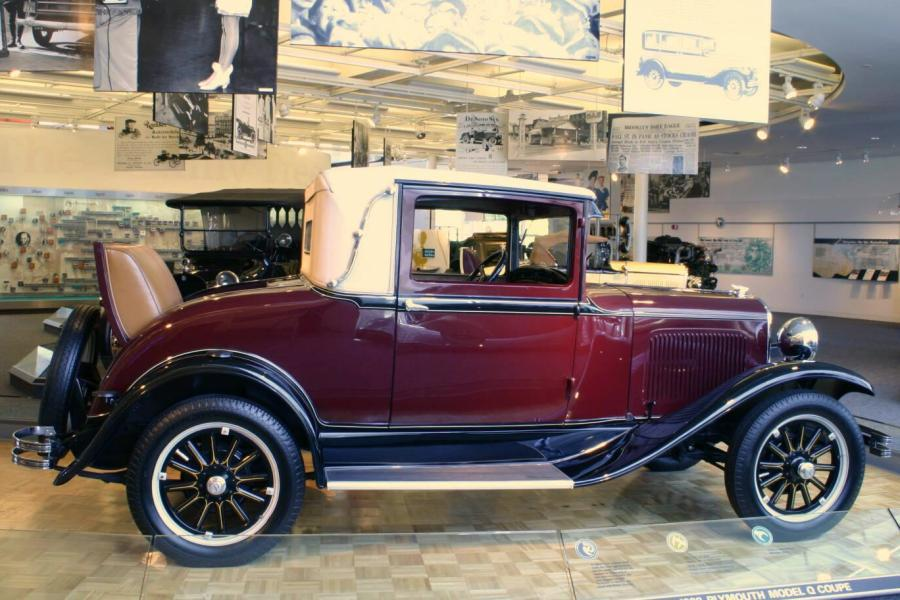
Q Coupe de 1928.

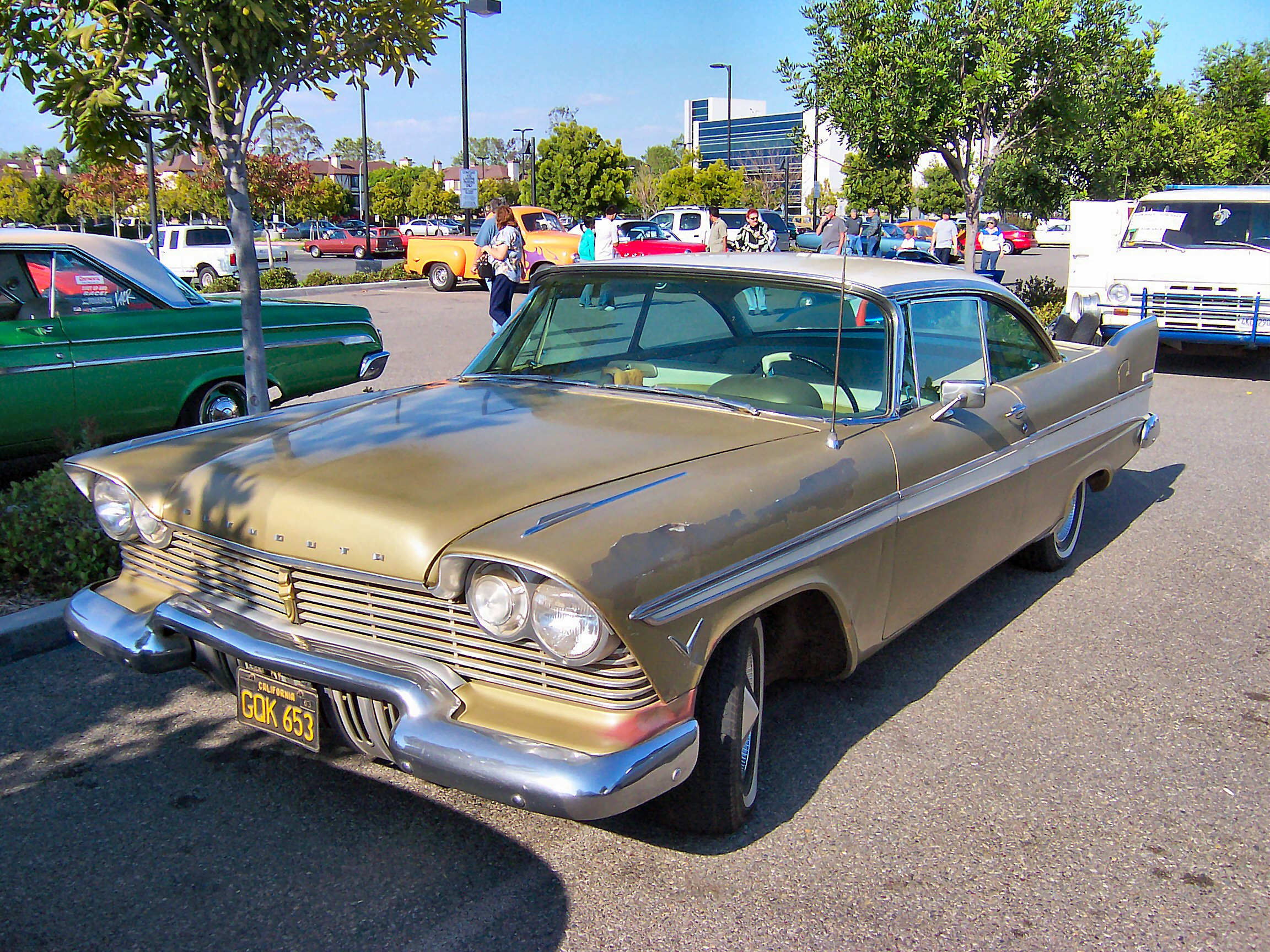
Belvedere de 1957.

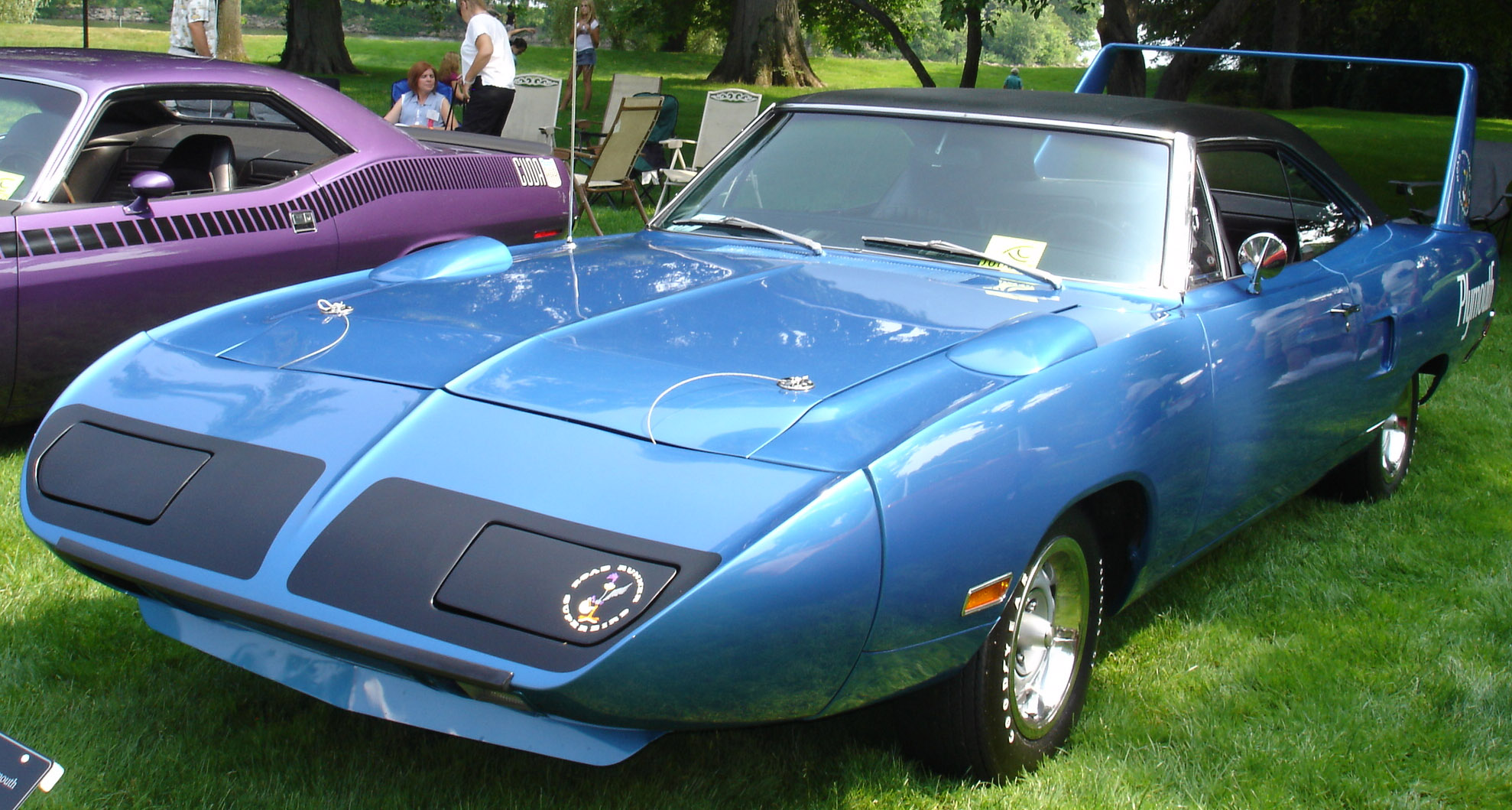
Superbird con faros escamoteables.

Walter Chrysler era, en 1918, uno de los principales fabricantes de automóviles de América del Norte. Su compañía fabricaba, sobre todo, coches de alta gama, por lo tanto, de alto precio, como las marcas Imperial, Chrysler y Dodge. Chevrolet y Ford fabricaban coches más baratos. Esto cambió en 1926, ya que en ese año, Chrysler Corporation lanzó algunos nuevos modelos con motores de 6 cilindros, lo que dio como resultado que Walter Chrysler fundara una nueva marca para los motores de 4 cilindros. Llamó Plymouth a la marca, por la ciudad inglesa de la que procedían quienes fundaron el estado de Massachusetts en el siglo XVII. Como logotipo de la compañía se eligió el barco de estos emigrantes: el Mayflower. La creación de la marca Plymouth fue un éxito en el mercado. Su primer año de producción fue a partir de 1928.
En 1930, el mundo entero estaba sufriendo la Gran depresión y la industria automotriz se vio particularmente afectada. En aquellos días no se podían vender de ninguna manera coches caros. Como los Plymouth eran relativamente baratos, la marca se vio menos afectada. En 1933 los Plymouth también llevaban ya un motor de 6 cilindros, como repuesta a la presentación por parte de la Ford de un económico motor de 8 cilindros. Debido al poco éxito del modelo, en abril de 1933 se lanzó un nuevo modelo más grande similar al Dodge, pero tuvo un gran éxito. En 1936 Plymouth estableció nuevos récords de ventas. Como la altura de los modelos se había rebajado de 3 cm (1,2 pulgadas), parecían mucho más deportivos.
En 1939, Plymouth produjo 417 528 vehículos, de los cuales 5,967 eran cupés o descapotables de dos puertas con asientos de suegra. El 1939 descapotable fue un lugar destacado en la exposición de Chrysler en la Exposición General de segunda categoría de Nueva York de 1939, anunciado como la primera producción en masa de un descapotable con una techo abatible eléctricamente. Contaba con un motor Flathead de seis cilindros en línea de 201 pulgadas cúbicas (3,3 L) con 82 HP (83 CV).
El 9 de febrero salió de la cadena de montaje la última unidad de antes de la guerra. Entre sus modelos más famosos estaba el Belvedere Fury, del cual un modelo 1958 fue el protagonista de la película Christine.

## Modelos relevantes

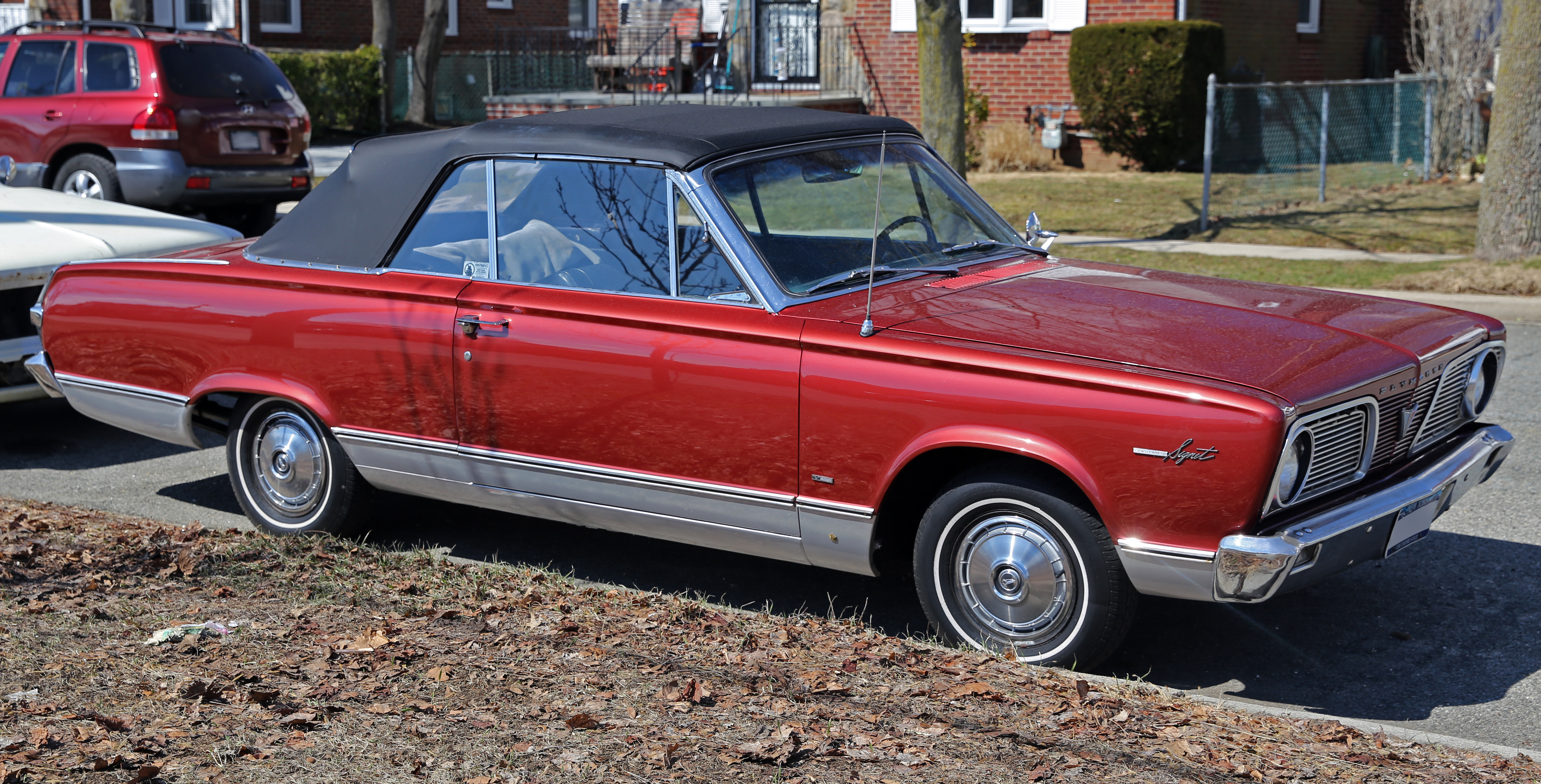
Valiant Signet descapotable de 1966.

Algunos de sus autos más notables eran:
- Plymouth Road Runner de 1968-1971, del cual había varias versiones: Hemi 426, 440 Six Pack, 440, 383 Magnum; y el Superbird.
- Plymouth Barracuda AAR y Hemi 'Cuda de 1970 y 1971, aunque también estaban disponibles otras versiones, pero esta era una de las más importantes, igualmente con opción de Hemi 426, 440, 440 Six Pack, 383 y 340.
- Plymouth Satellite de 1964-1974, en el que se inspiró a hacer al GTX 1967, con carrocería idéntica, el primer muscle car de Plymouth, el cual también estaba disponible con motores Slant-6, 318, 360, 361, 383, 440, 440 Six Pack y Hemi 426.